# Batalha de Tinian

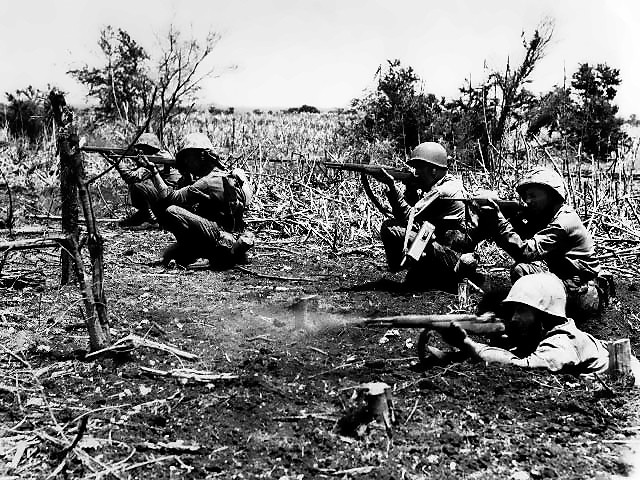
Fuzileiros americanos lutando contra os japoneses em Tiniã

A Batalha de Tinian (ou Tiniã) foi um confronto militar travado durante a Guerra do Pacífico, no contexto da Segunda Guerra Mundial, lutado na ilha de Tiniã. O combate, travado entre de 24 de julho e 1 de agosto de 1944, fazia parte da Campanha nas Ilhas Marianas e Palau, a ofensiva Aliada para tomar as Ilhas Marianas e as ilhas Palau. A guarnição japonesa de quase 9 mil homens foi eliminada, e a ilha foi usada, junto com Saipã e Guão, como base para a força aérea dos Estados Unidos que bombardeava as ilhas do Japão.